# Anilios margaretae
Espèce
Synonymes
- Ramphotyphlops margaretae Storr, 1981
- Austrotyphlops margaretae (Storr, 1981)

Anilios margaretae est une espèce de serpents de la famille des Typhlopidae. 

## Répartition
Cette espèce est endémique d'Australie-Occidentale en Australie.

## Description
L'holotype d'Anilios margaretae mesure 306 mm dont 3,4 mm pour la queue. Sa face dorsale est rosâtre à gris violacé à l'exception de son museau qui est ivoire. Sa face ventrale est gris pâle.

## Étymologie
Cette espèce est nommée en l'honneur de Margaret Butler, l'épouse de William Henry Butler, le naturaliste australien qui collecta l'holotype près du lac Throssell.

## Publication originale
- Storr, 1981 : The genus Ramphotyphlops (Serpentes: Typhlopidae) in Western Australia. Records of the Western Australian Museum, vol. 9, no 3, p. 235-271 (texte intégral).